# دافنه فن دامسلار
دافنه فن دامسلار (انگلیسی: Daphne van Domselaar؛ زادهٔ ۶ مارس ۲۰۰۰) بازیکن فوتبال اهل پادشاهی هلند است که در حال حاضر برای باشگاه فوتبال زنان آرسنال بازی می‌کند.
از باشگاه‌هایی که در آن بازی کرده است می‌توان به باشگاه فوتبال توئنته اشاره کرد.
وی همچنین در تیم‌های ملی فوتبال زیر ۱۵ سال، زیر ۱۶ سال، زیر ۱۷ سال، زیر ۱۹ سال، زیر ۲۳ سال و بزرگسالان زنان هلند بازی کرده است.

## دوران باشگاهی

### دوران جوانی
در سن ۱۱ سالگی، دافنه فن دامسلار بازی فوتبال را در ال‌اس‌وی‌وی در زوید-شاروود آغاز کرد. تیمی که به آن پیوست، دختران بدون دروازه‌بان ثابت بازی می‌کردند. اما پس از اینکه فن دامسلار نوبت خود را به عنوان دروازه‌بان گرفت، دیگر آن پست را ترک نکرد و در آن باقی ماند. مربی دروازه‌بان ال‌اس‌وی‌وی بلافاصله استعداد بزرگ او را شناسایی کرد. علاوه بر این، او متوجه شد که او در باشگاه والیبال قبلی‌اش چیزهای زیادی یادگرفته است. فن دامسلار سپس به مدت چهار سال با پسران ال‌اس‌وی‌وی و به مدت دو سال با آکادمی جوانان تلستار بازی کرد.
در سال دوم خود در تلستار، او در بازی خارج از خانه تیم بزرگسالان در برابر پی‌اس‌وی در ۴ فوریه ۲۰۱۷ به عنوان دروازه‌بان ذخیره حضور داشت. تلستار در فصل بعد به وی‌وی آلکمار تغییر نام داد.
ساکروی به اشتباه گزارش می‌دهد که فن دامسلار در فصل ۲۰۱۶–۱۷ با وی‌وی آلکمار بازی کرده است.

### دوران حرفه‌ای

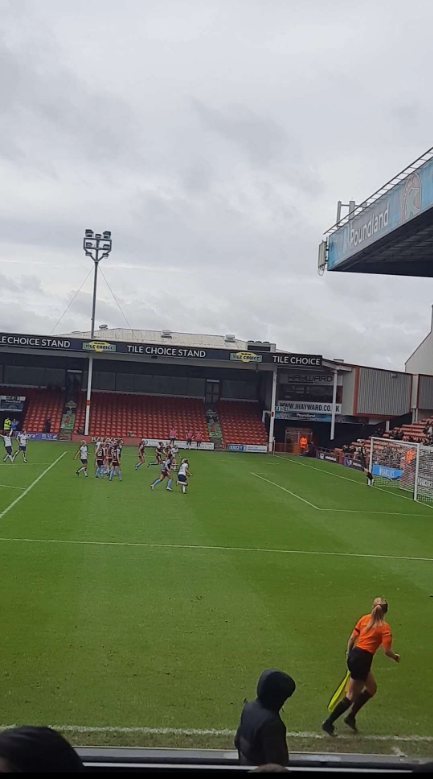
دافنه فن دامسلار در حال مهار ضربه آزاد از تاتنهام هاتسپر در برابر آستون ویلا، ۲۱ اکتبر ۲۰۲۳؛ آستون ویلا ۲–۴ تاتنهام هاتسپر.

فن دامسلار دوران حرفه‌ای خود را با باشگاه فوتبال زنان توئنته در فصل ۲۰۱۷–۱۸ آغاز کرد. در دو فصل اول، او دروازه‌بان ذخیره پشت سر نیکی اورارد بود. او در ۲۲ دسامبر ۲۰۱۷ در بازی مقابل باشگاه فوتبال زنان هیرنفین در اردویژه اولین بازی خود را انجام داد، زمانی که پس از ۲۰ دقیقه اورارد کارت قرمز دریافت کرد. از فصل ۲۰۱۹–۲۰، فن دامسلار دروازه‌بان اول توئنته بود.
اولین مربی او در باشگاه فوتبال زنان توئنته، تامی استروت، او را یک «استعداد طبیعی خالص» نامید. پس از قهرمانی جام ملت‌های اروپای زنان ۲۰۲۲، باشگاه‌های مختلف خارجی به فن دامسلار علاقه‌مند شدند، اما او تصمیم گرفت در فصل ۲۰۲۲–۲۳ با توئنته ادامه دهد. او همچنین ابراز امیدواری کرد که در سال ۲۰۲۳ به «یک باشگاه بسیار خوب در خارج از هلند» منتقل شود. در پایان سال ۲۰۲۲، او تنها بازیکن اردیویژه بود که در فهرست سالانه گاردین از ۱۰۰ بازیکن برتر فوتبال زنان در جهان قرار گرفت.
در ۱۶ ژوئن ۲۰۲۳، باشگاه انگلیسی لیگ برتری استون ویلا اعلام کرد که فن دامسلار را به مدت سه سال تا ۲۰۲۶ به خدمت گرفته است. در مارس ۲۰۲۴، فن دامسلار تحت عمل جراحی بر روی لگن خود قرار گرفت و باقی‌مانده فصل را از دست داد.
در ۳۱ ژوئیه ۲۰۲۴، اعلام شد که باشگاه فوتبال زنان آرسنال فن دامسلار را پس از فعال‌سازی یک بند خرید قابل توجه در قراردادش با استون ویلا، به خدمت گرفته است. در ۹ مارس ۲۰۲۵، آرسنال در مرحله یک‌چهارم نهایی جام حذفی مقابل لیورپول حذف شد که در جریان بازی فن دامسلار به اشتباه دروازه تیم خودی را باز کرد. پس از اینکه فن دامسلار به دلیل آسیب‌دیدگی از مسابقه جام حذفی مقابل لیورپول دچار ضربه مغزی شد، او دو بازی بعدی آرسنال را از دست داد. او در برابر لیورپول در بازی لیگ بازگشت و در پیروزی ۴–۰ آرسنال دروازه‌اش را بسته نگه داشت.

## دوران ملی
اولین بازی ملی فن دامسلار در یک بازی دوستانه در برابر بلژیک زیر ۱۵ سال در ۱۸ مارس ۲۰۱۵ بود. قهرمانی زنان زیر ۱۷ سال اروپا در مه ۲۰۱۷ اولین تورنمنت بزرگ او بود. او با تیم هلند به مرحله نیمه‌نهایی رسید. عملکرد او در تیم زیر ۱۷ سال هلند توجه تامی استروت را جلب کرد، که او را در تابستان ۲۰۱۷ به توئنته آورد.
فن دامسلار در ۱۹ فوریه ۲۰۲۲ در تورنوی د فرانس اولین بازی خود را برای تیم بزرگسالان انجام داد و در این بازی ۳–۰ مقابل تیم ملی فوتبال زنان فنلاند پیروز شدند. در ژوئیه ۲۰۲۲، او به عنوان بخشی از تیم هلند برای قهرمانی اروپا که در انگلستان برگزار شد، انتخاب گردید.
در اولین بازی گروهی در برابر تیم ملی فوتبال زنان سوئد، دروازه‌بان اصلی ساری فان فینندال مصدوم شد و فن دامسلار در دقیقه ۲۰ به عنوان تعویضی به میدان آمد. او در بقیه تورنمنت دروازه‌بان اصلی بود. شامل مرحله یک‌چهارم نهایی، که تیم هلند توسط تیم ملی فوتبال زنان فرانسه حذف شد. او ستاره تیم ملی هلند بود. در ۳۱ مه ۲۰۲۳، فن دامسلار به عنوان بخشی از تیم موقت هلند برای جام جهانی فوتبال زنان ۲۰۲۳ برگزیده شد.